# Markus Hoelgaard
Markus Hoelgaard (ur. 4 października 1994 w Stavanger) – norweski kolarz szosowy. Olimpijczyk (2020).

## Osiągnięcia
Opracowano na podstawie:

2012
- 3. miejsce w mistrzostwach Norwegii juniorów (start wspólny)
- 3. miejsce w mistrzostwach Norwegii juniorów (jazda indywidualna na czas)
- 1. miejsce na 2. etapie GP Général Patton

2014
- 2. miejsce w Grand Prix Královéhradeckého kraje

2016
- 2. miejsce w ZLM-Roompot Tour
  - 1. miejsce na 1. etapie (jazda drużynowa na czas)
- 3. miejsce w mistrzostwach Norwegii U23 (start wspólny)

2017
- 1. miejsce na 1. etapie Circuit des Ardennes
- 1. miejsce na 1. etapie Tour Alsace

2018
- 2. miejsce w Arctic Race of Norway
  - 1. miejsce w klasyfikacji młodzieżowej
- 3. miejsce w Gylne Gutuer

2019
- 2. miejsce w International Tour of Rhodes
- 3. miejsce w Oberösterreichrundfahrt
- 1. miejsce na 4. etapie Arctic Race of Norway

2020
- 3. miejsce w Czech Cycling Tour
- 2. miejsce w Tour de Luxembourg

2021
- 1. miejsce na 1. etapie Arctic Race of Norway
- 2. miejsce w Tour of Croatia

2023
- 1. miejsce w klasyfikacji górskiej Tour de Pologne

## Rankingi
| Rok             | 2014 | 2015  | 2016 | 2017 | 2018  | 2019 | 2020 | 2021 | 2022  | 2023  | 2024 |
| --------------- | ---- | ----- | ---- | ---- | ----- | ---- | ---- | ---- | ----- | ----- | ---- |
| World Ranking   |      |       | 648. | 705. | 1012. | 539. | 146. | 108. | 1139. | 2349. | 171. |
| UCI Europe Tour | 388. | 1037. | 401. | 428. | 628.  | 410. | 120. | 92.  | 807.  | -     | 138. |
|                 |      |       |      |      |       |      |      |      |       |       |      |
| Źródło: UCI     |      |       |      |      |       |      |      |      |       |       |      |